# Batalla de Tamames
La batalla de Tamames (18 de octubre de 1809) fue una victoria española sobre las tropas de ocupación francesas junto a esta localidad salmantina, en el transcurso de la Guerra de Independencia Española. 

## Contexto
En el otoño de 1809, tras la expulsión de los mariscales Soult y Ney de Galicia, Salamanca se hallaba bajo ocupación francesa, con el general Jean Gabriel Marchand al mando del IV cuerpo francés por ausencia de Ney. El llamado Ejército de la Izquierda, comandado por el duque del Parque se encontraba en las inmediaciones de Ciudad Rodrigo.
Del Parque decidió avanzar hacia Salamanca y situó sus tropas en las inmediaciones del pequeño pueblo de Tamames, a 55 kilómetros de la ciudad, al pie de la pequeña sierra a la que da nombre. Marchand, al percatarse de las intenciones de los españoles, salió al encuentro de su ejército.

## La batalla
Con el pueblo de Tamames en una zona intermedia entre las tropas españolas y francesas, Marchand se lanzó al ataque, formando tres columnas y concentrando el grueso de sus fuerzas en el flanco izquierdo. El combate comenzó mal para los españoles, debido a la maniobra poco hábil de su caballería. Una batería española de 7 piezas fue tomada por la caballería francesa, pero retomada por la infantería española a la bayoneta.
Mientras el contraataque español hacía retroceder a los franceses, las fuerzas guarnecidas en Tamames desbarataron el flanco derecho francés. En vista del rechazo de su ofensiva y las cuantiosas bajas producidas, Marchand emprendió la retirada.

## Consecuencias
Marchand creyó prudente replegarse sin plantar más batalla hacia Salamanca, plaza que poco después de vio obligado a abandonar al ser informado de que las tropas españolas se dirigían a la ciudad. El 20 de noviembre el duque del Parque entró en la ciudad como parte del plan para liberar Madrid con un doble ataque desde el sur y el noroeste.
Sin embargo, el día antes las tropas de Juan Carlos de Aréizaga sufrieron una calamitosa derrota ante Soult en la batalla de Ocaña. El 24 de noviembre Del Parque abandonó la ciudad, siendo interceptado por las fuerzas del propio Marchand, que se tomó cumplida venganza por su derrota en Tamames en la batalla de Alba de Tormes. 
- Datos: Q4872496
- Multimedia: Battle of Tamames / Q4872496